# 山中トンネル (福井県)

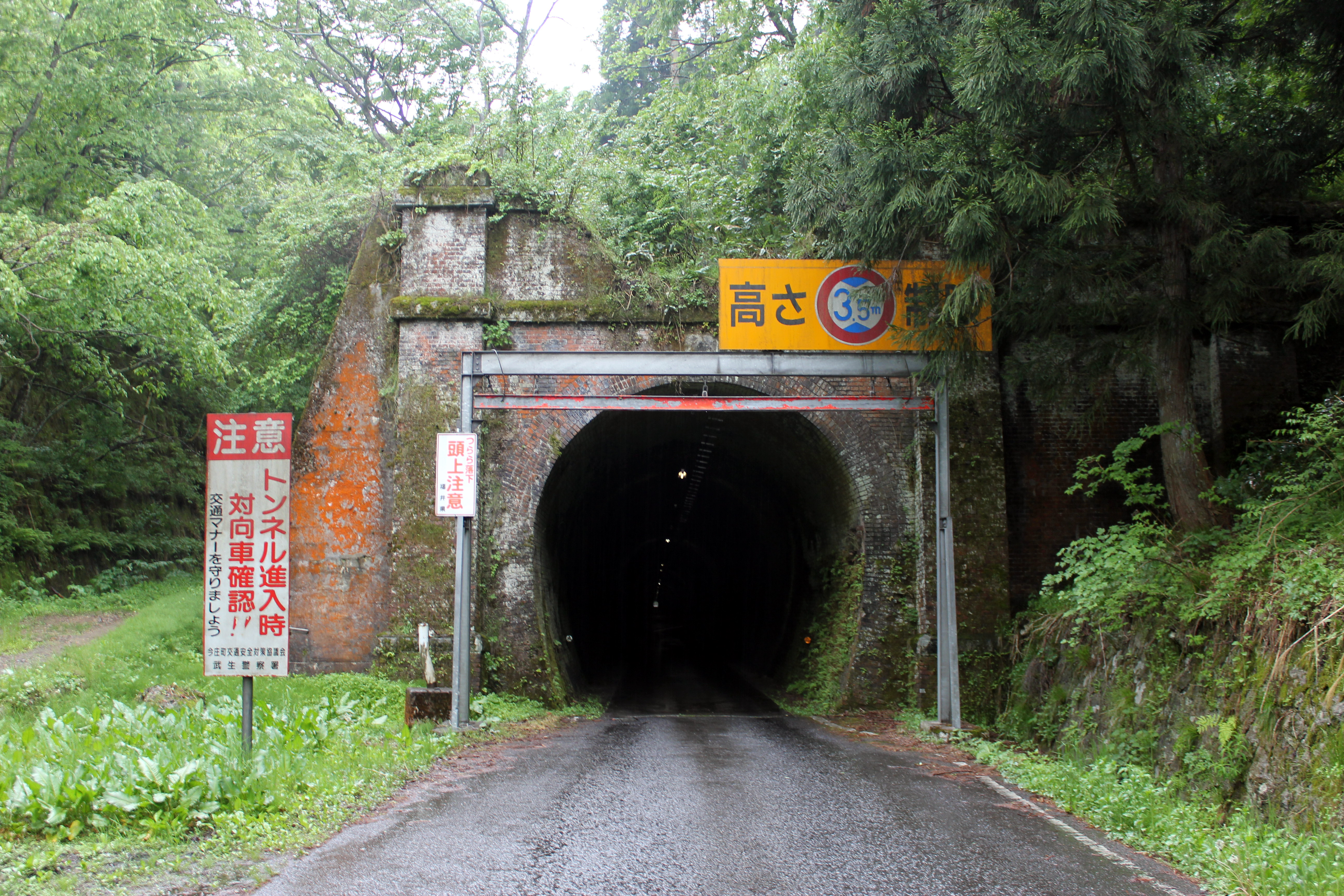
山中トンネル（今庄側）

山中トンネル（やまなかトンネル）は、福井県道207号今庄杉津線の福井県敦賀市と同県南条郡南越前町の境にあるトンネルである。全長1,194.5m。
2014年（平成26年）に「旧北陸線トンネル群」の一部として土木学会選奨土木遺産に選ばれ、2016年（平成28年）2月に、県道207号中にある他の旧鉄道トンネルと合わせて国の登録有形文化財に登録された。

## 概要

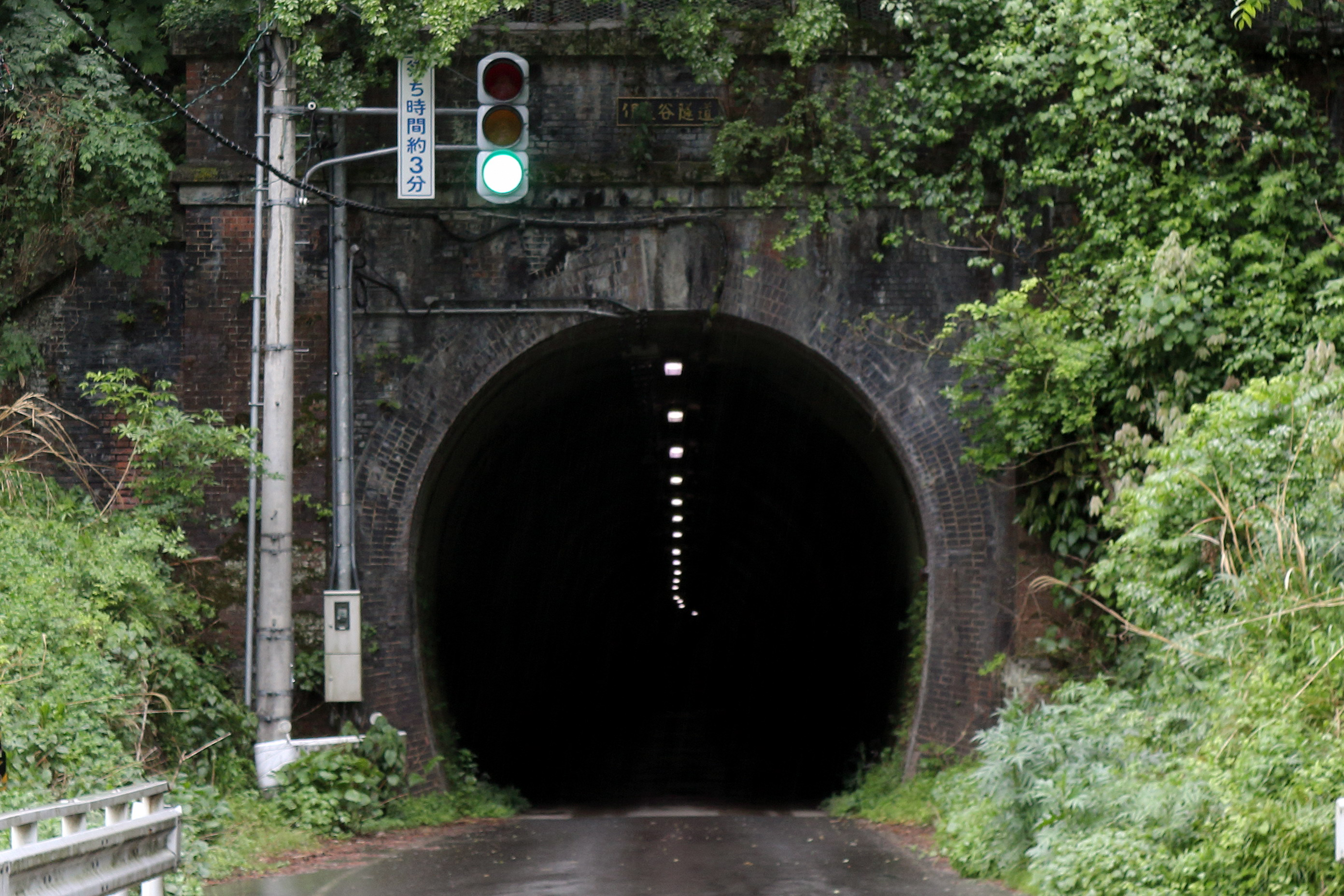
信号機が設置されている伊良谷トンネル

このトンネルのある福井県道207号今庄杉津線は、北陸トンネル開通前の日本国有鉄道北陸本線の旧ルート（当トンネルは、杉津駅 - 山中信号場（大桐駅）間にあった。）を踏襲しており、鉄道時代のトンネルが現在も使用されている。山中トンネルはその中でも福井県における嶺南、嶺北を隔てる峠の一つである山中峠の下を貫いており、この県道のトンネル群の中でも最も重要なトンネルとされている。1996年に起きた北海道の豊浜トンネル岩盤崩落事故を受け、1997年から1998年にかけてこれら旧北陸線のトンネル群の補強工事が行われた。路盤の整備とともに照明も設置され、通行しやすくなった。このトンネルはもと単線トンネルとはいえ、直線で見通しが効くため特に交互通行用の信号機は設置されていない。ただし、軽自動車同士でないかぎり、トンネル内部での離合は困難。先入車優先であるため、トンネル内で向かい合った場合は坑口に近い側が後退することになる。なお、すぐ隣の伊良谷トンネルはカーブで先の見通しが効かないため、交互通行用の信号が設置されている。

## 利用状況
国道8号と国道365号を繋ぐ役割を担う県道だが、辺鄙地ということと、なにより先の福井県越前市でこの国道8号と国道365号が交差するという理由で、この道の利用者は非常に少ない。冬期も除雪を行い通行可能としているため、国道476号木ノ芽峠トンネル開通前は旧北陸本線・葉原トンネルを経由する敦賀市道と合わせて抜け道として使われることが多かった。現在も地元の南越前町や敦賀市を日常的に行き来する人にとっては生活道路として機能している。

## 所在地
福井県敦賀市-同県南条郡南越前町

## 関連トンネル
- 旧北陸線 伊良谷トンネル[4]
- 旧北陸線 芦谷トンネル[5]
- 旧北陸線 曲谷トンネル[6]
- 旧北陸線 第二観音寺トンネル[7]
- 旧北陸線 第一観音寺トンネル[8]
- 旧北陸線 罠山谷暗渠[9]